# Looping Group
Looping Group est un groupe européen gérant 21 parcs de loisirs à ancrage régional. Son principal actionnaire était jusqu'en 2023 le fonds d'investissement Mubadala Capital, le bras financier de Mubadala Investment Company, l'un des principaux fonds souverains au monde. Son président est Laurent Bruloy.

## Historique
Le 31 janvier 2011, la division parcs de loisirs de l'entreprise Compagnie des Alpes et le fonds d’investissement H.I.G. Capital France, associé à Laurent Bruloy, réalisent la cession du contrôle de sept parcs de loisirs contre 29 millions d'euros. La Compagnie des Alpes reste présente au capital du groupe français à hauteur de 30 %.  Le consortium H.I.G. Capital détient le contrôle avec 70 % du capital.
H.I.G. Capital est l’une des principales sociétés d’investissement sur le segment des PME aux États-Unis et en Europe. 
Laurent Bruloy est l'ancien directeur du parc aquatique Aqualud du Touquet. Il déclare en janvier 2011 que 20 millions d'euros seront investis en cinq ans sur les sept parcs du groupe.
En 2011, Looping Group reçoit près de 2 millions de visiteurs. En mai 2012, le groupe fait l’acquisition du parc à thème breton Cobac Parc,. À cette occasion, le directeur de H.I.G. Cédric Lépée annonce : « Notre objectif est de devenir un des leaders européens des parcs à ancrage régional. Au regard des dossiers actuellement à l’étude, nous espérons annoncer d’autres acquisitions dans les prochains mois. »
Le 8 janvier 2013, la banque espagnole CaixaBank annonce que Looping Group fait l'acquisition du parc espagnol Isla Mágica.
En avril 2014, la Compagnie des Alpes qui détient encore 30 % du capital cède sa participation à Looping Group. En novembre de la même année, le directeur d'exploitation de Walygator Parc François-Jérôme Parent est nommé par Looping Group au poste de manager du Parc Bagatelle. Il est le petit-fils du fondateur du Parc Bagatelle et dès novembre 1989 exploite le parc avec son père François Parent à la direction du site de loisirs. En 2000, François Parent décide de vendre le parc au groupe Grévin & Cie.
Le 22 mai 2015, la Compagnie des Alpes annonce la cession de Planète Sauvage et La Mer de sable à Looping Group pour 15,4 millions d'euros.
Le 27 janvier 2016, la presse annonce le rachat du groupe par la société d'investissement belge Ergon Capital Partners qui appartient au Groupe Bruxelles Lambert. Les propriétaires de celui-ci sont Albert Frère et la famille canadienne Desmarais,,. En avril de la même année, Bpifrance entre au capital du groupe Looping. Avec l'acquisition du Zoo de La Flèche, le groupe totalise 3,5 millions de visiteurs par an.
Le groupe continue son expansion et intègre en 2017 le parc aquatique portugais Parque Aquático de Amarante (de) et en 2019 le parc d'attractions et animalier anglais West Midland Safari Park (en).
Le 10 décembre 2019, Mubadala Capital, le bras financier de Mubadala Investment Company, l'un des principaux fonds souverains au monde, acquiert une part importante du capital du groupe Looping auprès d'Ergon Capital et de Bpifrance. Cette transaction permet aux cofondateurs Laurent Bruloy & Stéphane Da-Cunha de co-contrôler Looping aux côtés de Mubadala Capital.
Le 3 août 2020, le groupe fait l'acquisition du parc anglais Drayton Manor.
En mai 2023, le fonds d'investissement PAI Partners rachète le groupe Looping à Mubadala Capital.
Le 28 mars 2024, le groupe annonce l'acquisition du parc néerlandais Drievliet.
Le 1er février 2025, la gestion du parc français Terra Botanica est reprise par le groupe,. La décision est actée le 27 janvier 2025 par le Conseil départemental de Maine-et-Loire et la ville d'Angers pour un bail de quarante ans,. Ce partenariat s'accompagne d'un plan d'investissement.
Le 21 mars 2025, le groupe annonce l'acquisition du parc français Parc Saint Paul.

## Les parcs

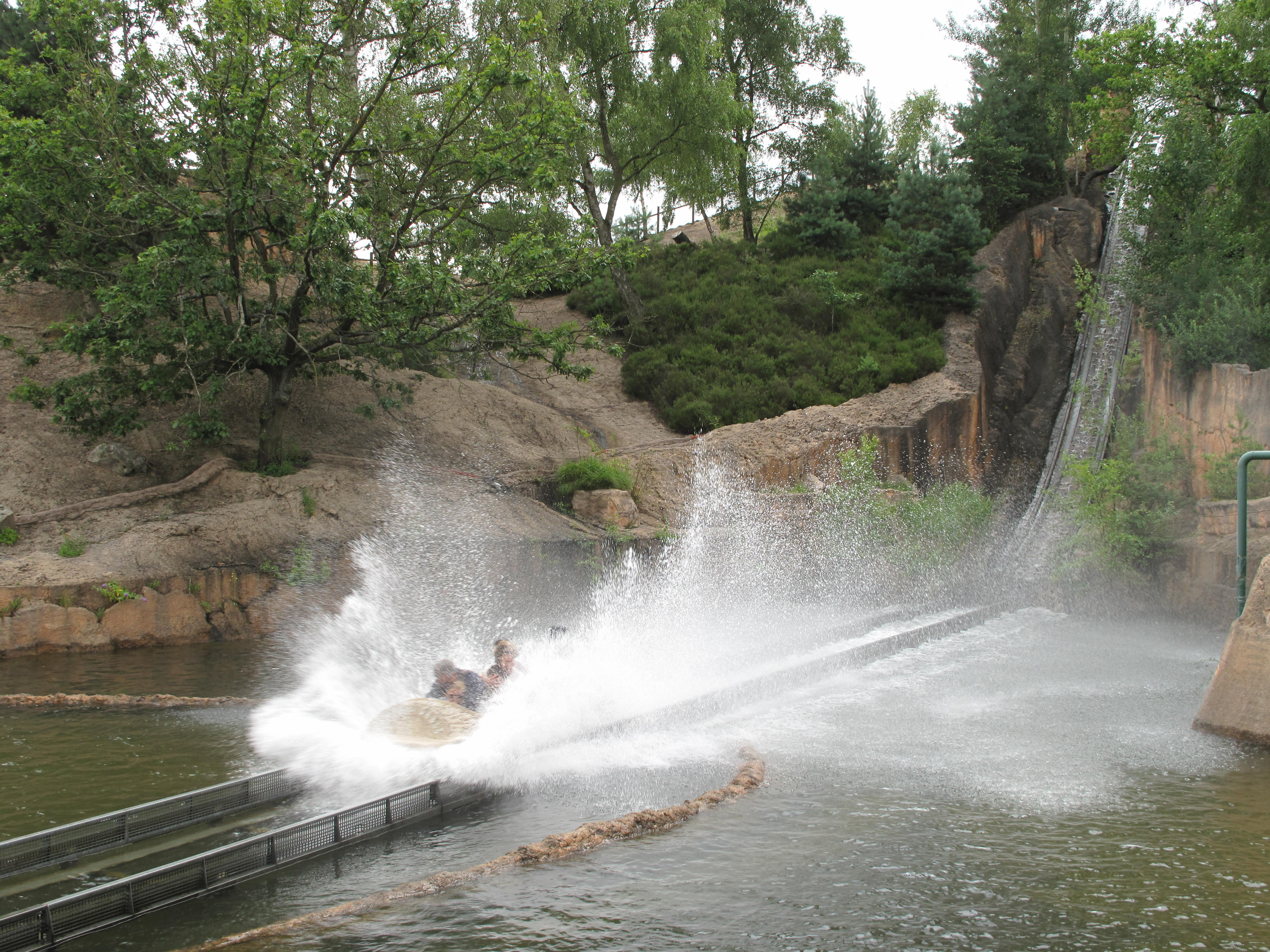
Les bûches Cheyenne River de La Mer de sable.

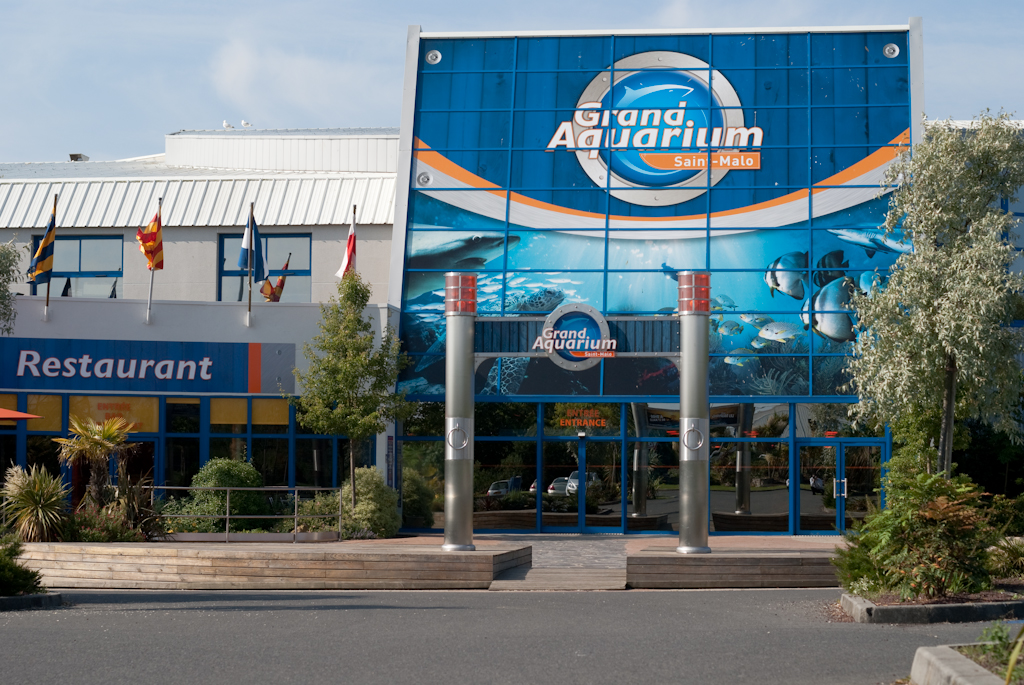
Le Grand aquarium Saint-Malo.

Elle gère plusieurs parcs de loisirs. Ils sont de type parc d'attractions, parc zoologique, aquarium public, parc de miniatures ou parc aquatique :
- Allemagne
  - Fort Fun Abenteuerland
- Croatie
  - Istralandia
  - Aquacolors
- Espagne
  - Isla Mágica
  - Agua Mágica
- France
  - Cobac Parc
  - Grand aquarium de Touraine
  - Grand aquarium Saint-Malo
  - La Mer de sable
  - Parc Mini-Châteaux
  - Parc Bagatelle
  - Parc Saint Paul
  - Planète Sauvage
  - Terra Botanica
  - Zoo de La Flèche
- Pays-Bas
  - Avonturenpark Hellendoorn
  - Drievliet
- Portugal
  - Parque Aquático de Amarante (de)
- Royaume-Uni
  - Drayton Manor
  - Pleasurewood Hills
  - West Midland Safari Park
- Suisse
  - Aquaparc